# أليكسيس روانو ديلغادو
ألكسيس روانو ديلغادو (بالإسبانية: Alexis Ruano Delgado)‏ (مواليد 4 أغسطس 1985 في مالقة - إسبانيا) لاعب كرة قدم إسباني في مركز قلب الدفاع . انه وقع عقدا لمدة 2.5 سنوات مع نادي بشكطاش التركي في يناير 2016 مقابل رسم قدره 2.5 مليون يورو.

## روابط خارجية
- أليكسيس روانو ديلغادو على موقع الاتحاد الدولي (مؤرشف)  (الإنجليزية)
- أليكسيس روانو ديلغادو على موقع اتحاد تركيا (لاعب) (الإنجليزية)
- أليكسيس روانو ديلغادو على موقع قاعدة بيانات كرة القدم.إي يو (الإنجليزية)
- أليكسيس روانو ديلغادو على موقع Soccerbase.com (لاعب) (الإنجليزية)
- أليكسيس روانو ديلغادو على موقع Soccerway.com (الإنجليزية)
- أليكسيس روانو ديلغادو على موقع عالم كرة القدم.نت (الإنجليزية)
- أليكسيس روانو ديلغادو على موقع AS.com (الإسبانية)